# 로렌츠 폰 슈타인

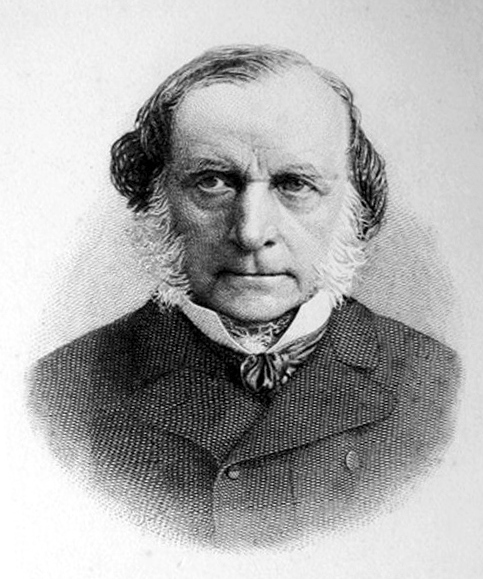
로렌츠 폰 슈타인

로렌츠 폰 슈타인(Lorenz von Stein, 1815년 ~ 1890년)은 독일의 사회학자 및 법학자이다. 자본주의 사회의 계급구성을 경제적으로 분석하여 국가에 의한 사회정책 실시를 주장하였다.

## 같이 보기
- 정한론
- 요시다 쇼인
- 이토 히로부미 / 아리가 나가오
- 야마가타 아리토모
  - 주권선
  - 이익선
- 조슈번 / 사쓰마번